# Lil Scrappy
Darryl Richardson, más conocido como Lil Scrappy, es un rapero estadounidense nacido el 19 de enero de 1982 en Atlanta, Georgia. Fue descubierto por el productor y rapero Lil Jon en un concierto en la escuela de su Atlanta natal. Junto con Trillville, Scrappy es uno de los primeros artistas en firmar por BME Recordings, sello discográfico de Lil Jon.

## Carrera
Lil Scrappy construyó su reputación a través de mixtapes y del himno urbano "Head Bussa" de 2003. Este tema, cantado con Lil Jon, pegó fuerte dentro de la comunidad de la radio, y alcanzó el puesto 73 en las listas de rap y R&B de Billboard.
En febrero de 2004 grabó un EP con Trilville titulado The King of Crunk & BME Recordings Present: Lil Scrappy and Trillville, producido por Lil Jon.
El segundo sencillo de Lil Scrappy, "No Problem", tuvo más éxito comercial, llegando a la posición #30 en la Billboard 100 y top 10 en las listas de rap y R&B. Gracias al éxito de esta canción y de "Some Cut" y "Neva Eva" de Trillville, el álbum entró tercero en las listas de R&B y #12 en Billboard 200 en 2004.
Lil Jon invitó a Lil Scrappy a participar en la canción "What U Gonna Do" que iba a estar incluida en su nuevo álbum Crunk Juice de 2004. El sencillo fue #20 en Estados Unidos a finales de diciembre de 2004 y #30 en el Reino Unido en febrero de 2005.
En 2005 se unió a G-Unit y empezó a hacer apariciones en los videos de los artistas afiliados a la productore neoyorquina y colaboraciones en sus discos, estro le permitió dar más salida a su disco. También estuvo un tiempo en Warner Bros.
En 2006 salió su primer disco Born To Die, Bred To Live, el cual alcanzó posiciones aceptables en las listas, llegando a posición 24#. El primer sencillo "Money In The Bank" en colaboración de Young Buck (con el que hizo amistad durante su estancia en G-Unit) fue todo un exitazo alcanzando altas posiciones en las listas, además sonó mucho en la radio durante largo tiempo y el video aparecía bastante en las cadenas de música. También aparece en el videojuego WWE SmackDown vs. Raw 2007, como música de entrada de la competición del mismo nombre. El siguiente sencillo "Gangsta, Gangsta", producido y en colaboración de Lil Jon, pasó inadvertido y falló en todas las listas, no se sabe el porqué. El tercer sencillo fue "Oh Yeah (Work)" con Sean P y E-40.
Dejaría G-Unit en 2007 para irse a Independent Records. Y ya en 2008 salió Prince of The South, aunque ningún sencillo fue lanzado y el álbum consiguió unos números bajos. Ese año fue detenido por posesión de marihuana. En 2009 anunció ya su traspaso a Disturbing Tha Peace. En 2010 lanzó su segundo álbum independiente.
En 2011 anunció su salida de DTP, la razón provenía del propio Scrappy el cual argumento que el quería producir sus propios lanzamientos.
A principios del 2012 Scrappy fundó su propia productora independiente llamada G's Up/S-Line. En celebración a ello lanzó al mercado su esperado segundo disco Tha Gru$tle. Más tarde lanzaría dos nuevos singles "Helicopter" y "No Love". En el 2013 apareció en el Concierto aniversario del 20 aniversario de So So Def.
En enero del 2013 Scrappy anunció que estaba trabajando en nuevo proyecto que con suerte saldría a la luz en 2015 y que llevaría por nombre Reparations.

## Discografía

### Solo
| Título                 | Detalles | Posición en las listas | Posición en las listas | Posición en las listas |
| Título                 | Detalles | US                     | US R&B                 | US Rap                 |
| ---------------------- | --- | ---------------------- | ---------------------- | ---------------------- |
| Bred 2 Die Born 2 Live | - Lanzado: 5 de diciembre del 2006 - Productora: G-Unit, BME, Reprise, Warner Bros. - Formato: CD, descarga digital | 24                     | 5                      | 3                      |
| Tha Gru$tle            | - Lanzado: 26 de junio del 2012 - Label: G'$ Up, S-Line, Bonzi, Fontana - Formato: CD, descarga digital             | 189                    | 72                     | -                      |

### Independientes
| Prince of the South                               | - Lanzado: 3 de mayo del 2008 - Productora: Real Talk - Formato: CD, descarga digital                  | 28 | 22  | 6 |
| Prince of the South 2                             | - Lanzado: 19 de octubre del 2010 - Productora: Real Talk Entertainment - Format: CD, descarga digital | —  | 104 | — |
| "—" indica que no alcanzó posición en las listas. | |    |     |   |

### Álbumes en colaboración
| Trillville & Lil Scrappy (con Trillville)         | - Lanzado: 24 de febrero del 2004 - Productora: BME, Reprise, Warner Bros. - Formato: CD, descarga digital | 12 | 3 | 8 | - RIAA: Oro |
| Silence & Secrecy: Black Rag Gang (con G'$ Up)    | - Lanzado: 24 de febrero del 2004 - Productora: G'$ Up - Formato: CD, descarga digital                     | —  | — | — |             |
| "—" denota que no alcanzó posición en las listas. | |    |   |   |             |

### Mixtapes
- 2006: Still G'd Up
- 2006: Expect the Unexpected
- 2006: G's Up (con DJ Drama)
- 2006: Money In The Bank (G's Up Pt.2)
- 2007: My Piggy Bank
- 2007: G-Street: The Street Album
- 2008: The Grustle (With G's Up)
- 2009: The Shape Up!
- 2010: On Point
- 2010: Suicide
- 2010: Dat's Her? She's Bad
- 2011: Tha Merlo Jonez EP
- 2013: Grustling 101 (con Rolls Royce Rizzy)[10]
- 2015: Merlo's Way

## Singles

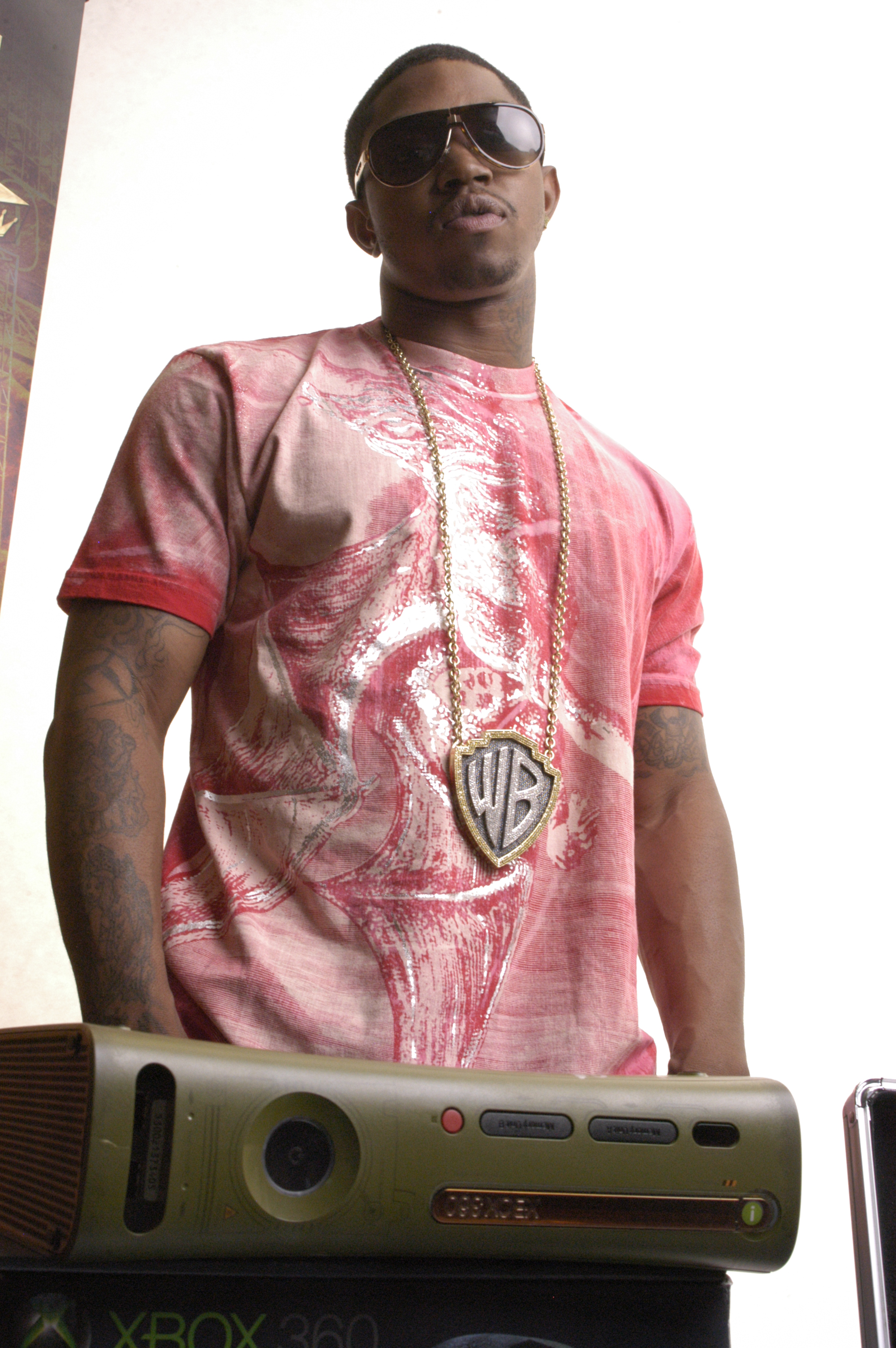
Scrappy con la Xbox 360 en 2007.

### Solo
| Año  | Canción                                      | Posición     | Posición | Posición | Álbum                    |
| Año  | Canción                                      | U.S. Hot 100 | U.S. R&B | U.S. Rap | Álbum                    |
| ---- | -------------------------------------------- | ------------ | -------- | -------- | ------------------------ |
| 2004 | "Head Bussa" (feat. Lil Jon)                 | –            | 73       | –        | Trillville & Lil Scrappy |
| 2004 | "No Problem"                                 | 29           | 10       | 8        | Trillville & Lil Scrappy |
| 2006 | "Money in the Bank" (feat. Young Buck)       | 28           | 7        | 5        | Bred 2 Die Born 2 Live   |
| 2006 | "Gangsta, Gangsta" (featuring Lil Jon)       | 22           | 11       | 7        | Bred 2 Die Born 2 Live   |
| 2007 | "Oh Yeah (Work)" (feat. Sean P & E-40)       | 113          | 60       | 20       | Bred 2 Die Born 2 Live   |
| 2007 | "Livin' in the Projects"                     | –            | 108      | –        | Bred 2 Die Born 2 Live   |
| 2008 | "Thug It To The Bone" (featuring Trey Songz) | –            | –        | –        | Gru$tle                  |
| 2009 | "Look Like This" (featuring Gucci Mane)      | –            | –        | –        | Gru$tle                  |
| 2009 | "Addicted to Money" (featuring Ludacris)     | –            | 95       | –        | Gru$tle                  |
| 2010 | "Swoop Swoop"                                | –            | –        | –        | Gru$tle                  |
| 2010 | "Bad (That's Her)" (featuring Stuey Rock)    | –            | 46       | 25       | Gru$tle                  |
| 2011 | "Helicopter" (featuring 2 Chainz & Twista)   | –            | –        | –        | Gru$tle                  |
| 2011 | "No Love" (featuring Toccara)                | –            | –        | –        | Gru$tle                  |

### Colaboración
| Año  | Canción                                                          | Posición     | Posición | Posición | Álbum                             |
| Año  | Canción                                                          | U.S. Hot 100 | U.S. R&B | U.S. Rap | Álbum                             |
| ---- | ---------------------------------------------------------------- | ------------ | -------- | -------- | --------------------------------- |
| 2004 | "Neva Eva" (Trillville feat. Lil Scrappy & Lil Jon)              | 78           | 28       | 22       | Trillville & Lil' Scrappy         |
| 2004 | "What U Gon' Do" (Lil Jon & the EastSide Boyz feat. Lil Scrappy) | 22           | 13       | 8        | Crunk Juice                       |
| 2004 | "Knuck If You Buck" (Crime Mob feat. Lil Scrappy)                | 78           | 28       | 23       | Crime Mob                         |
| 2005 | "I'm a King" (P$C feat. Lil Scrappy)                             | 78           | 16       | 14       | T.I. Presents the P$C: 25 to Life |
| 2007 | "Rock Yo Hips" (Crime Mob feat. Lil Scrappy)                     | 30           | 8        | 5        | Hated on Mostly                   |
| 2012 | "All I Know" (GS feat. Lil Scrappy)                              | –            | –        | –        | TBA                               |

## Apariciones
| Título                            | Año  | Otros artistas                                                            | Álbum                                             |
| --------------------------------- | ---- | ------------------------------------------------------------------------- | ------------------------------------------------- |
| "Bitch Niggaz"                    | 2004 | Trillville                                                                | Trillville & Lil Scrappy                          |
| "Wait (The Whisper Song)" (Remix) | 2005 | Ying Yang Twins, Busta Rhymes, Missy Elliott, Free, Mr. Collipark         | U.S.A. (United State of Atlanta)                  |
| "Bang"                            | 2005 | Young Jeezy, T.I.                                                         | Let's Get It: Thug Motivation 101                 |
| "Xcuse Me Shawty"                 | 2005 | YoungBloodZ                                                               | Ev'rybody Know Me                                 |
| "Shake"                           | 2005 | Trina                                                                     | Glamorest Life                                    |
| "Never Be Nothing Like Me"        | 2006 | DJ Khaled, Homeboy                                                        | Listennn... the Album                             |
| "Don't Sleep"                     | 2006 | 2Pac, Yaki Kadafi, Nuttso, Stormy                                         | Pac's Life                                        |
| "U Scared"                        | 2006 | Tyrese, David Banner                                                      | Alter Ego                                         |
| "4 Corners"                       | 2006 | Bow Wow, Pimp C, Short Dawg, Lil' Wayne                                   | The Price of Fame                                 |
| "Come And Catch Me"               | 2006 | Young Buck, All Star Cashville Prince                                     | Case Dismissed – The Introduction of G-Unit South |
| "Go to War"                       | 2007 | Crime Mob, Pimp C                                                         | Hated on Mostly                                   |
| "Grillz Gleamin                   | 2007 | DJ Drama, Bohagon, Diamond, Princess                                      | Gangsta Grillz: The Album                         |
| "I'm Still a Problem"             | 2008 | J-Bo                                                                      | Atl's Finest                                      |
| "Final Warning"                   | 2008 | DJ Khaled, Rock City, Bun B, Blood Raw, Ace Hood, Brisco, Bali, Shawty Lo | We Global                                         |
| "Everybody Drunk"                 | 2010 | Ludacris                                                                  | Battle of the Sexes                               |
| "All Day"                         | 2012 | Lotto                                                                     | Dollars & Dreams                                  |
| "She Down"                        | 2012 | Rolls Royce Rizzy                                                         | God Got Me                                        |
| " Wait Till You See Me"           | 2012 | Jarvis                                                                    | Heartache                                         |

## Cameos en videos musicales
- 2003: "Never Scared" (Bonecrusher feat. T.I. & Killer Mike)
- 2003: "Get Low" (Lil Jon feat. Ying Yang Twins)
- 2004: "Let Me In" (Young Buck feat. 50 Cent)
- 2004: "1, 2 Step" (Ciara feat. Missy Elliott)
- 2005: "Candy Shop" (50 Cent feat. Olivia)
- 2005: "Twist It" (Olivia feat. Lloyd Banks)
- 2005: "And Then What" (Young Jeezy feat. Mannie Fresh)
- 2006: "Tell Me When To Go" (E-40 feat. Keak Da Sneak)
- 2006: "I Luv It" (Young Jeezy)
- 2006: "Rock Yo Hips" (Crime Mob)
- 2007: "Get Buck" (Young Buck)
- 2007: "Circles" (Crime Mob)
- 2009: "Born An OG" (Ace Hood feat. Ludacris)